# Паули, Георг
Георг Вильгельм Паули (швед. Georg Pauli; 2 июля 1855[…], Йёнчёпинг-Кристина — 28 ноября 1935[…], Ботчюрка, Стокгольм) — шведский художник.

## Биография
Выходец из семьи итальянского происхождения, получившей дворянство от императора Священной Римской империи германской нации Рудольфа II, а затем, в XVII веке, перебравшейся в Швецию и получившей шведский патент на дворянство в 1625 году. Георг Паули, будущий художник, был внуком генерал-лейтенанта Вильгельма Паули (1730–1800) и сыном фабриканта Августа Фердинанда Паули (1815–1904) и его жены, Марии Лаврентии Августы, урождённой Гагнер.
Художественно образование получил сперва в стокгольмской Академии художеств, затем в Париже и Риме. Вернувшись в Швецию, устроился учителем живописи в рисовальную школу в Гётеборге. В 1887 году женился на Ханне Хирш. В дальнейшем супруга Георга стала известной художницей, и сегодня широко известна в Швеции под фамилией мужа — Ханна Паули. 
В 1905 году супруги Паули выстроили для себя коттедж, «виллу Паули» (сохранился, считается архитектурным памятником), где каждый из них имел собственную отдельную  мастерскую. Детей у них не было.
В 1911 году 56-летний Паули, которому наскучила фигуративная живопись, отправился в Париж, чтобы учиться у художника-кубиста Андре Лота. Вернувшись в Швецию, он создавал картины в стиле кубизм. 
В период с сентября 1920 года по сентябрь 1921 года супруги Паули предприняли долгое путешествие через Европу в Северную Африку. Сначала они отправились в Италию, где пробыли несколько месяцев. Затем отплыли на пароходе через Капри в Тунис, где прожили некоторое время, предприняв ряд путешествий вглубь страны. Затем посетили Алжир, и, через Гибралтар, Испанию, Францию и Данию вернулись домой, причём Георг, временно оставив Ханну в Дании, успел побывать и в Норвегии. Ко времени такого, не слишком просто в ту эпоху путешествия, Георгу было уже 65 лет. 
Помимо станковой живописи, Георг Паули много занимался декоративной. Он расписал, в частности, некоторые интерьеры здания, где сегодня находится городской музей Гётеборга; главный буфет Стокгольмского драматического театра, создал фрески для Стокгольмской ратуши, а также украшения интерьеров собственной виллы. Поздние фрески Паули были созданы в стиле кубизм, что вызвало неоднозначную реакцию.
В молодости Паули примыкал к движению художников «Opponenterna» («Оппоненты») — шведского аналога «Передвижников», однако в дальнейшем его живописные работы становились всё более и более современными. Помимо живописи, Паоли занимался и литературой. Его перу принадлежит ряд мемуарных и искусствоведческих работ, а также рассказы о собственных путешествиях.
Сегодня работы Паули, как и работы его жены Ханны, украшают коллекции целого ряда музеев Швеции, включая Национальный музей (Стокгольм).

## Галерея

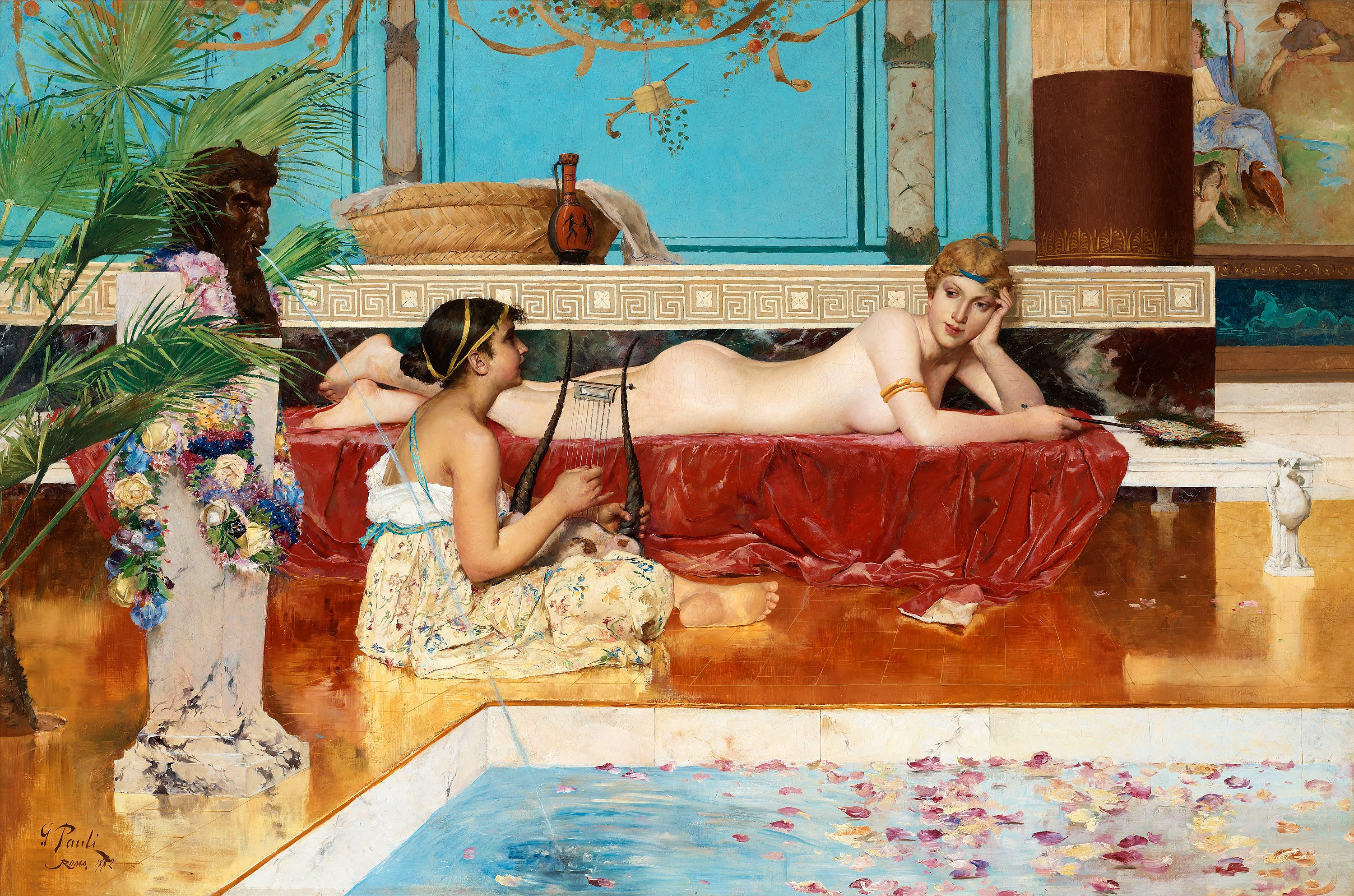
В римской бане (ок. 1882)
Яблоневый сад (1884)
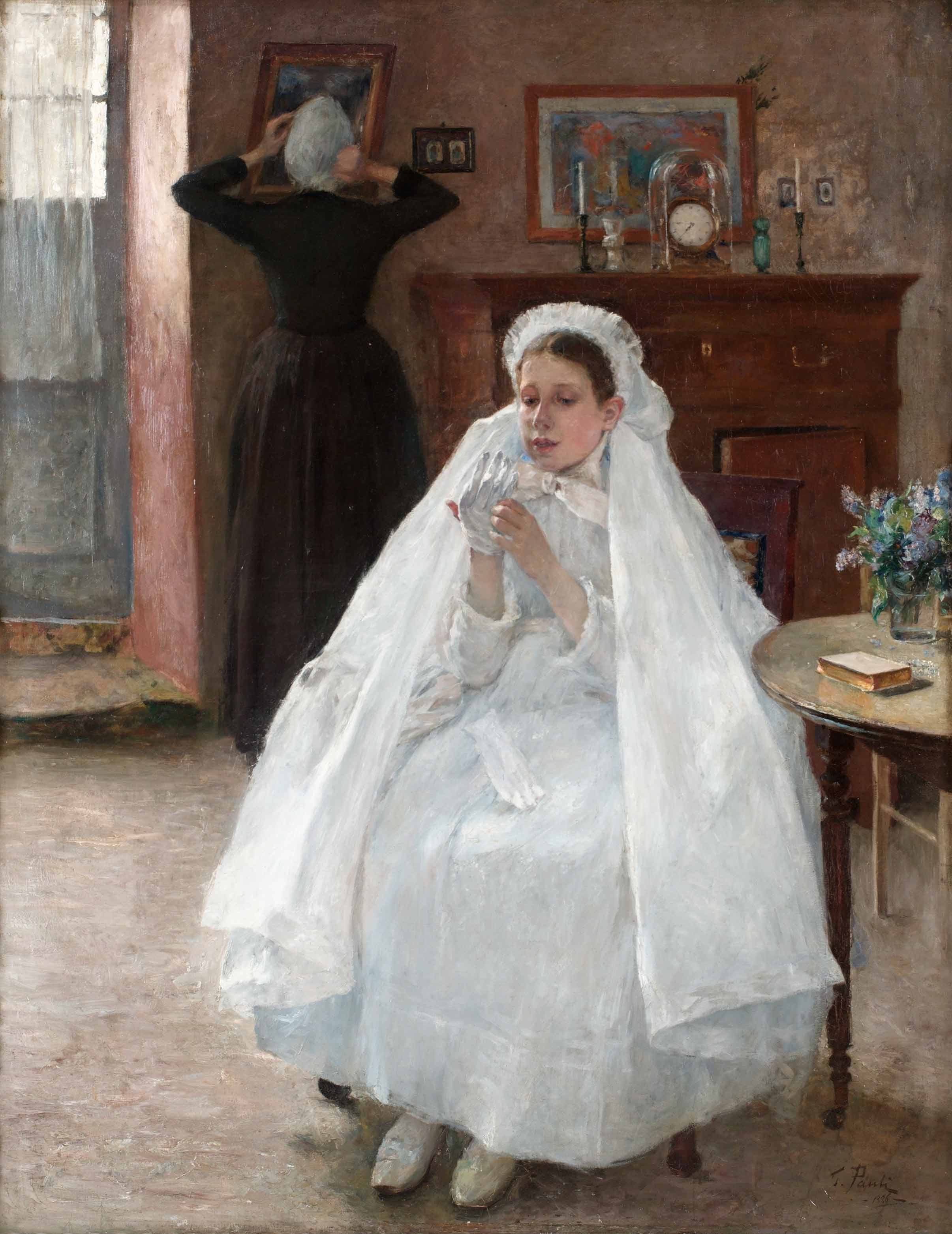
День замужества (1886)
Крещение Швеции
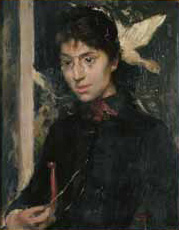
Портрет Ханны, выполненный по случаю помолвки (1887)
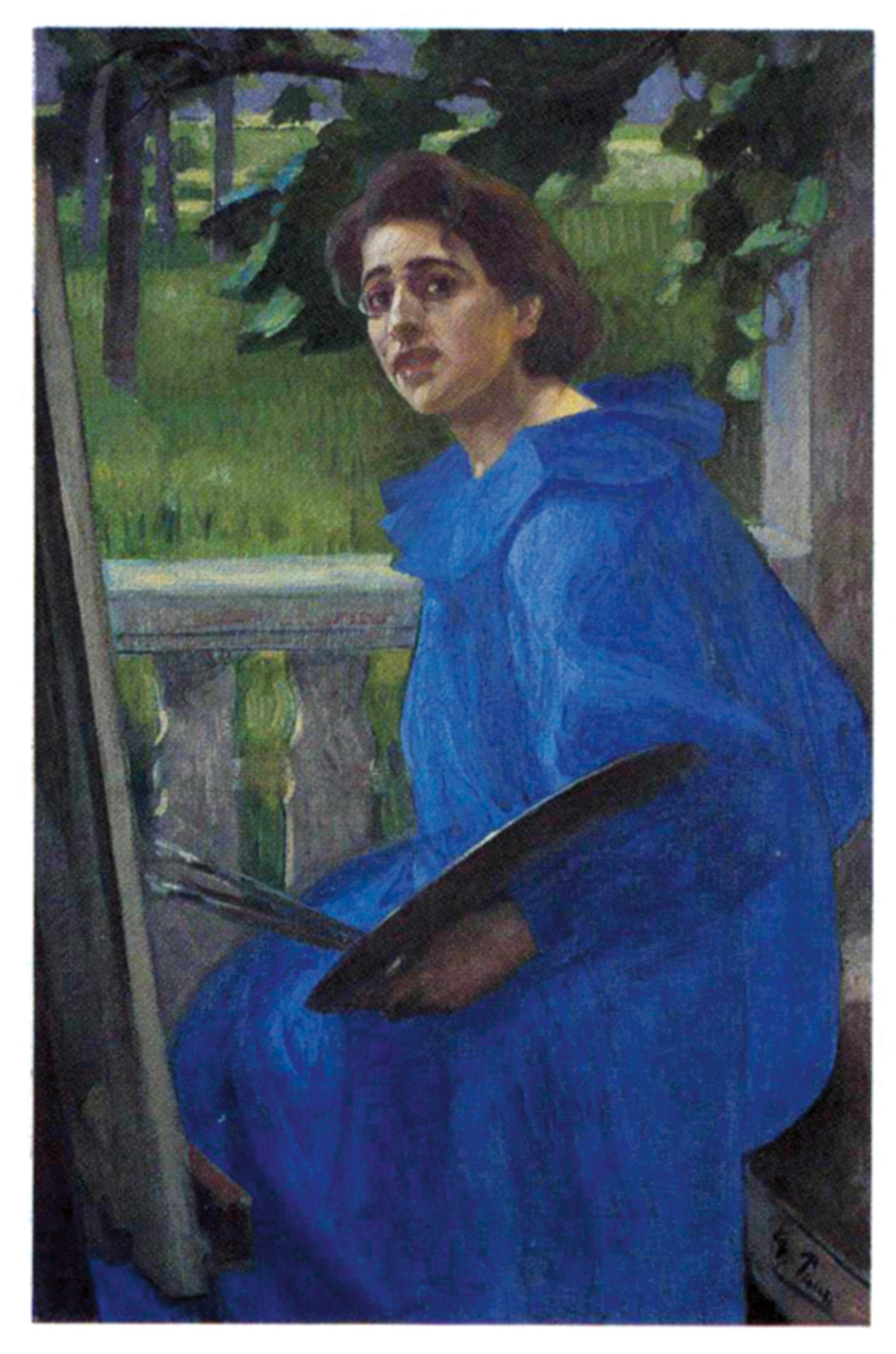
Портрет супруги, Ханны Паули (1896)
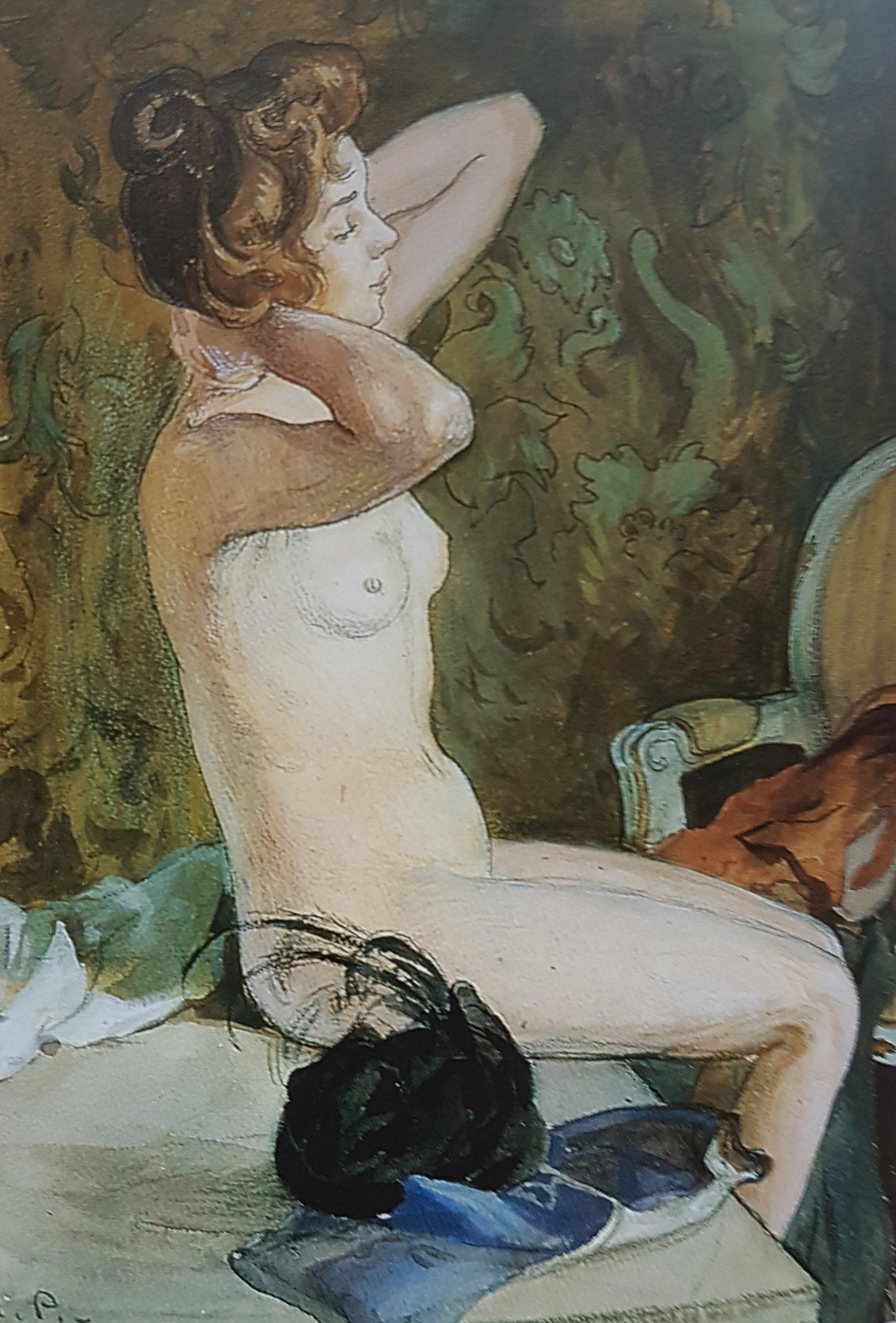
Натурщица в интерьере.
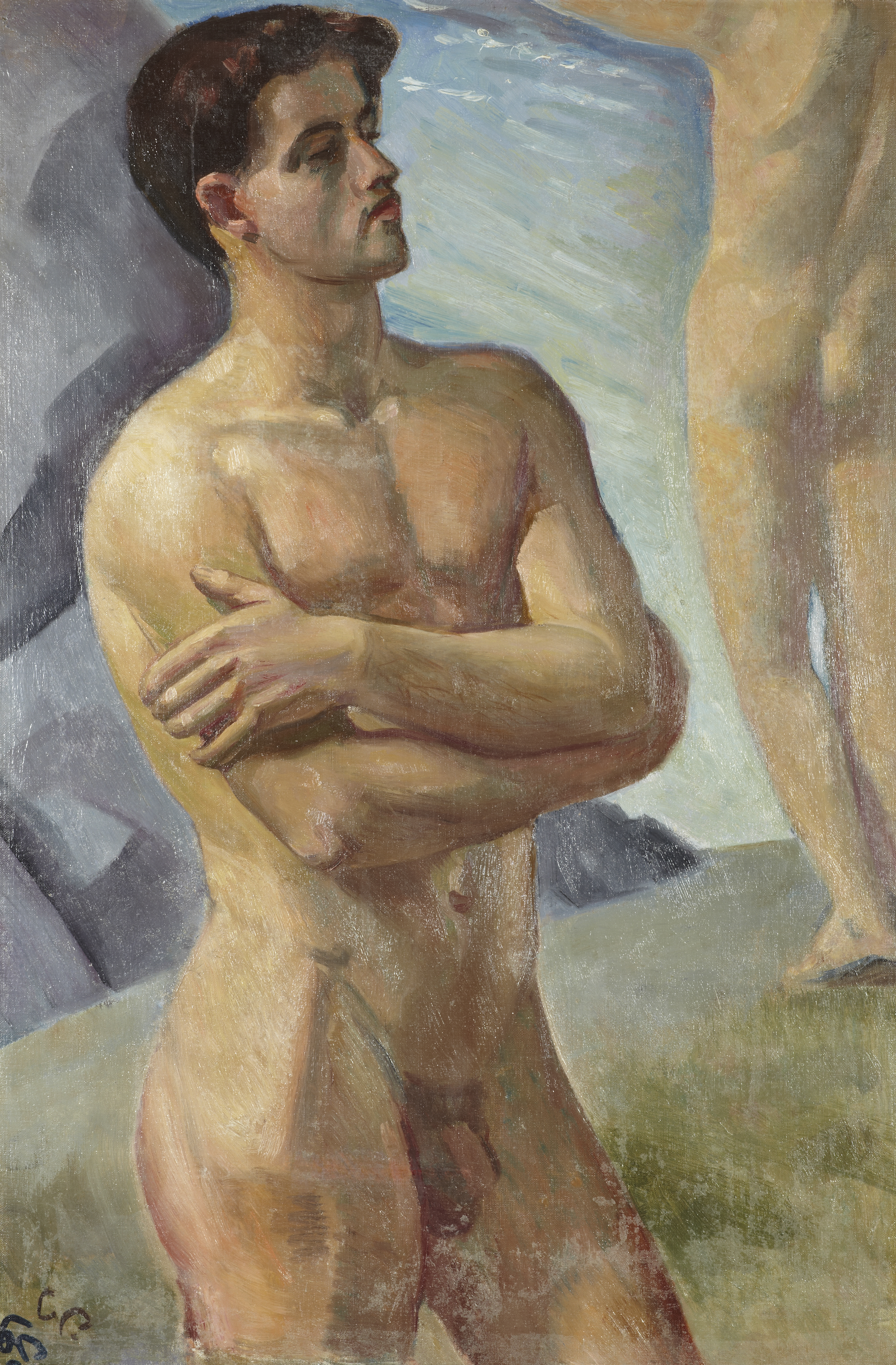
Купающиеся мужчины (ок. 1910)
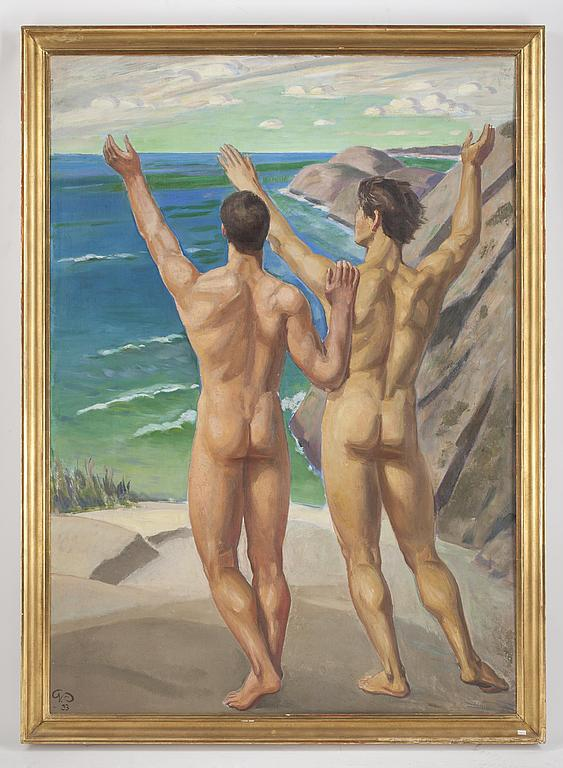
Обнажённые мужчины на берегу моря.
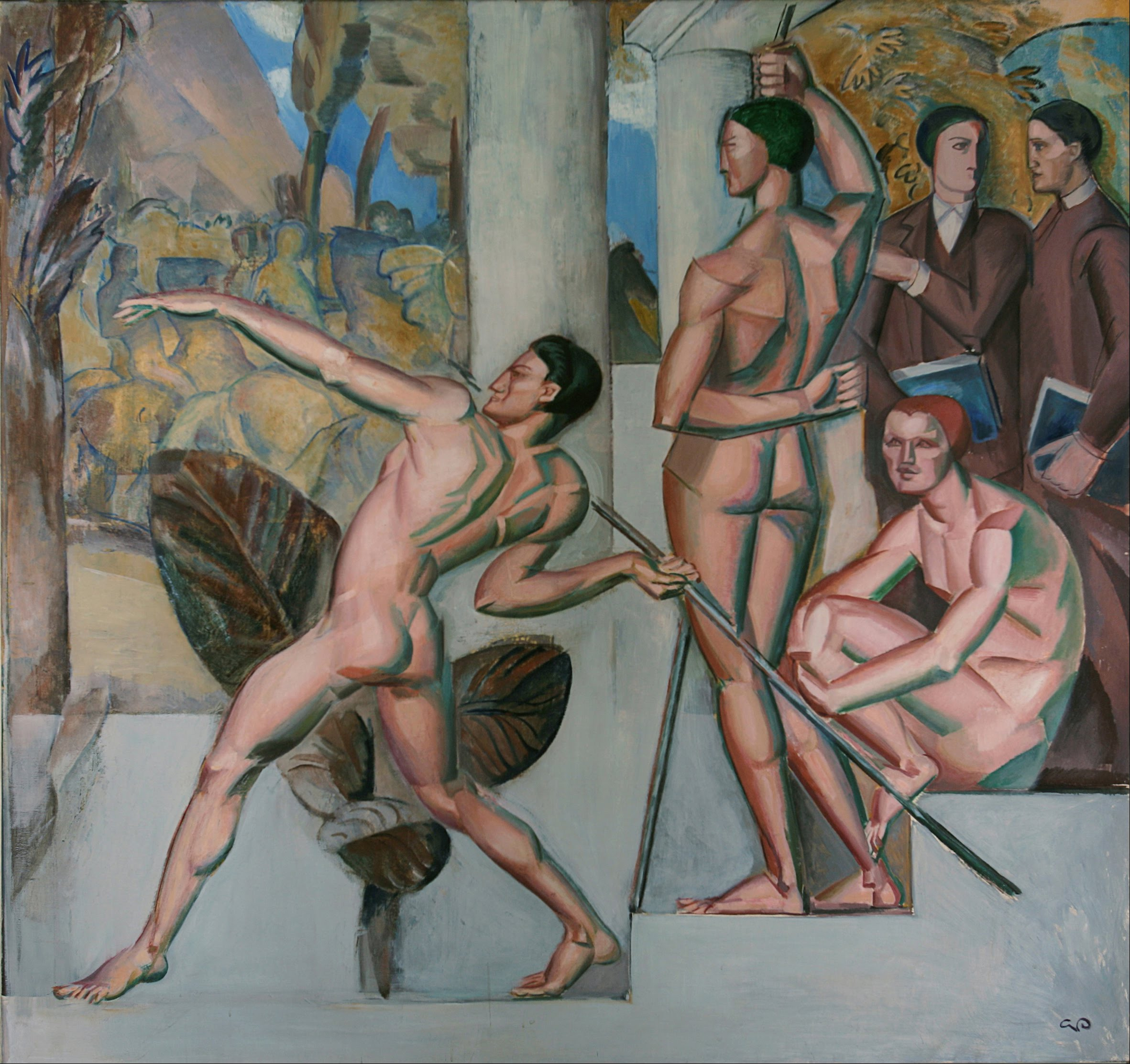
В здоровом теле — здоровый дух (1912)
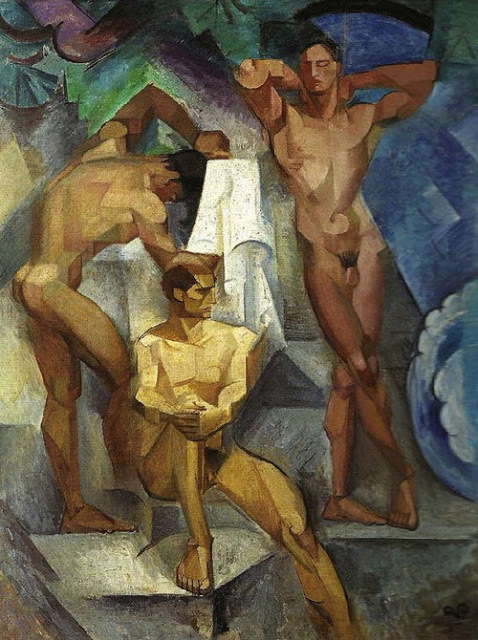
Купальщики.
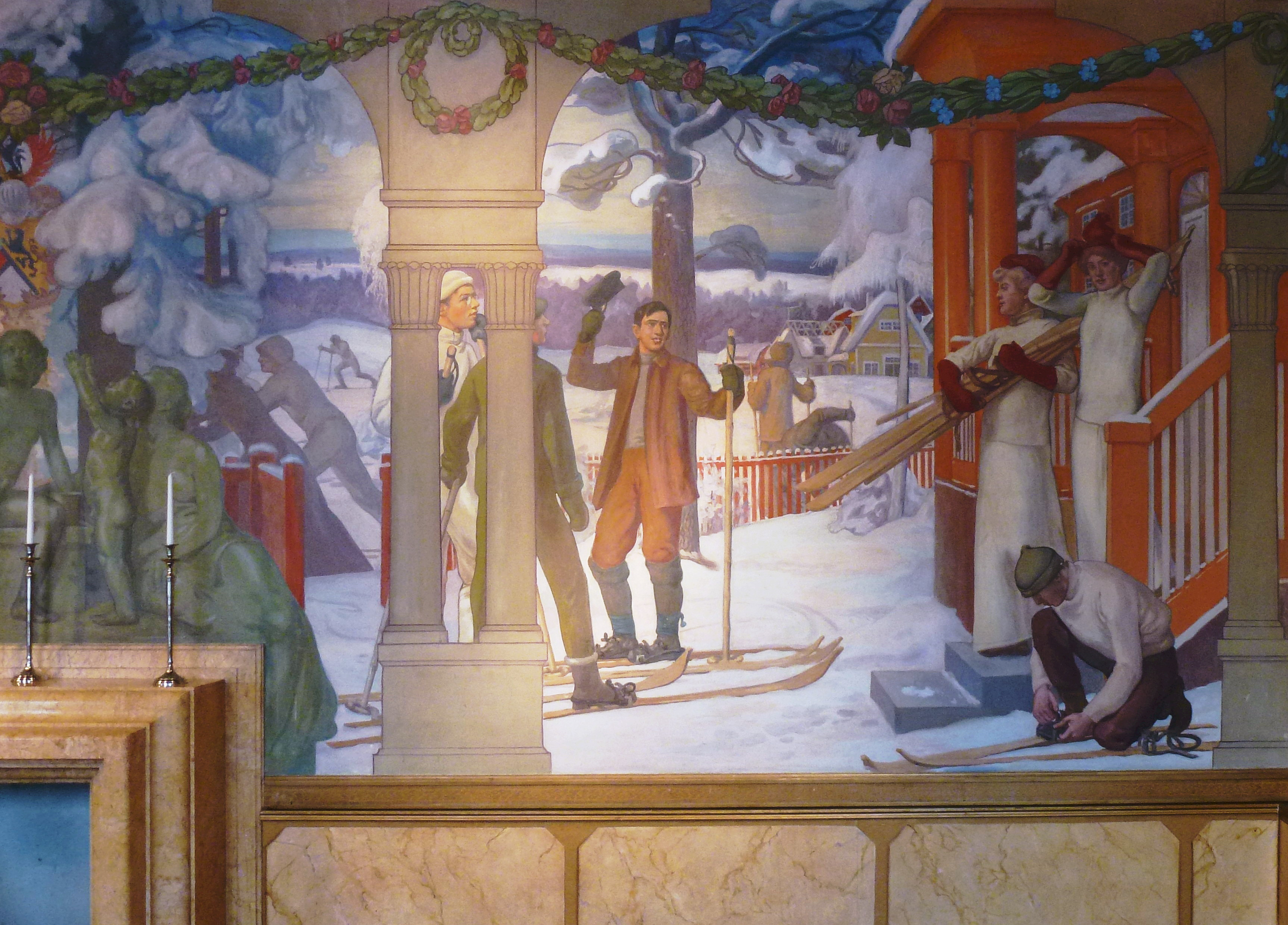
Одна из фресок на вилле Паули